# Fehmarn
Fehmarn é uma cidade da Alemanha localizada no distrito de Ostholstein, estado de Schleswig-Holstein. É também uma ilha homónima no Mar Báltico, a cerca de 18 km a sul de Lolland, uma ilha da Dinamarca.